# Ампан (циклон)
Суперциклонічний шторм Ампан (англ. Super Cyclonic Storm Amphan) — був потужним і смертельно небезпечним тропічним циклоном, який завдав широких збитків у Східній Індії та Бангладеш у травні 2020 року. Це був найсильніший тропічний циклон, який завдав удару по дельті Гангу, після циклону Сідр у сезоні 2007 року і першої суперциклонічної бурі, яка сталася в Бенгальській затоці з циклу Одіша 1999 року. Ампан, який завдав збитків на суму понад 13 мільярдів доларів, — це також найдорожчий циклон, який коли-небудь був зафіксований на півночі Індійського океану, що перевершило рекорд, який утримував циклон Наргіз 2008 року, Фані.